# Trever Miller
Trever Douglas Miller, né le 29 mai 1973 à Louisville (Kentucky) aux États-Unis, est un lanceur de relève gaucher de baseball. Il évolue en Ligue majeure de 1996 à 2011.

## Carrière
Après des études secondaires à la Trinity High School de Louisville (Kentucky), Trever Miller est repêché le 3 juin 1991 par les Tigers de Détroit au premier tour de sélection (41e choix) et signe son premier contrat professionnel le 6 juin 1991. 
Il passe cinq saisons en Ligues mineures avant d'effectuer ses débuts en Ligue majeure le 4 septembre 1996.
Durant sa carrière, le vétéran lanceur gaucher a porté les couleurs de sept équipes, incluant deux séjours avec les Astros de Houston (1998-1999, puis 2006-2007) et les Rays de Tampa Bay (2004-2005, puis 2008). Il lance en Série mondiale 2008 avec Tampa.
En 2003 avec les Blue Jays de Toronto, il est le lanceur le plus utilisé de la Ligue américaine avec 79 matchs joués.
Miller détient le record pour le plus grand nombre de matchs consécutifs joués par un releveur de la MLB sans être impliqué dans aucune décision, victoire ou défaite. Sa série de 121 rencontres sans décision, qui avait débuté le 30 septembre 2006, a pris fin par une victoire le 3 août 2008. En 2007, avec une fiche victoires-défaites de 0-0 en 76 sorties au monticule, il avait battu le record pour une seule saison, qui était détenue depuis 1998 par Scott Aldred (48 parties sans décision).
Depuis 2009, Trever Miller fait partie de l'enclos de relève des Cardinals de Saint-Louis. Il s'engage pour une saison contre deux millions de dollars le 3 décembre 2008. Il prolonge le 1er septembre 2009 pour les saisons 2010 et 2011, à deux millions de dollars par an.
Le 27 juillet 2011, les Cardinals aux Blue Jays de Toronto et les lanceurs Miller, Brian Tallet et P. J. Walters ainsi que le voltigeur Colby Rasmus, pour acquérir le voltigeur Corey Patterson et les lanceurs Edwin Jackson, Marc Rzepczynski et Octavio Dotel. Après six présences au monticule pour les Blue Jays, il est remercié de ses services le 21 août. Il se joint aux Red Sox de Boston à la fin août et apparaît dans seulement trois matchs avec ce club.
Le 30 janvier 2012, le vétéran signe un contrat des ligues mineures avec les Cubs de Chicago. Il est libéré de son contrat par les Cubs le 26 mars durant l'entraînement de printemps.

## Vie personnelle
Miller est aussi un marathonien. Il court des marathons depuis 2009 afin d'amasser des fonds pour des organismes de charité œuvrant auprès des enfants. Il puise son inspiration d'une de ses filles, qui souffre d'une malformation au cœur. 